# 細萱戊子郎
細萱 戊子郎（ほそがや ぼしろう、1888年（明治21年）6月24日 - 1964年（昭和39年）2月8日）は、日本の海軍軍人。最終階級は海軍中将。

## 経歴
農業、細萱伊勢吉の四男として長野県南佐久郡桜井村（現佐久市）に生まれる。野沢中学を経て、1908年11月海軍兵学校（36期）を卒業し、1910年に少尉任官。1914年海軍水雷学校高等科を卒業後、駆逐艦「樺」乗組、第1特務艦隊参謀、佐世保鎮守府副官などを歴任。1920年、海軍大学校（甲種18期）を卒業。以後、第4戦隊参謀、軍令部第2班第4課参謀、「夕張」副長、「日向」副長、呉軍需部第1課長、「鳥海」艦長、軍需局第1課長、佐世保工廠造兵部長、「陸奥」艦長などを歴任し、1935年海軍少将に進級。
以後、第5水雷戦隊司令官、海軍通信学校長、海軍水雷学校長兼務、第4水雷戦隊司令官、第1航空戦隊司令官を務め、1939年に海軍中将・旅順要港部司令官を拝命。その後、第1遣支艦隊司令長官を経て、1941年7月、第5艦隊司令長官となったが、アッツ島沖海戦での指揮の不手際により更迭され、1943年予備役に編入された。同年11月から1946年3月まで、最後の南洋庁長官を務めた。その後公職追放となった。

## 栄典・授章・授賞
位階
- 1910年（明治43年）3月22日 - 正八位[2]
- 1915年（大正4年）2月10日 - 正七位[3]

勲章
- 1940年（昭和15年）9月11日 - 勲一等瑞宝章[4]